# Frances Akello
Frances Akello (nascida em 1936) é uma agricultora, educadora e ex-política de Uganda. Serviu no Conselho Legislativo de Uganda como membro pelo Partido Democrata de 1959 a 1961, uma das primeiras mulheres africanas a servir no conselho.
Foi educada na Escola Primária de Magoro, na Escola Primária Toroma e na escola conventual Ngora. Completou um curso de ensino em Namagunga no distrito de Mukono em 1958 e recebeu um diploma da Universidade de Makerere em 1966. Com a ajuda de uma bolsa de estudos, ela fez um curso na  Universidade de Leeds sobre como ensinar inglês.
Akello trabalhava como tutora na Escola de Formação de Professores de St. Mary, quando candidatou-se e foi eleita para o conselho legislativo em 1958. Ela serviu como membro do comitê de bandeira do conselho, encarregada de projetar uma bandeira para o país ante sua independência. Ela escolheu não concorrer a uma cadeira na primeira Assembléia Nacional do país porque teria que enfrentar seu mentor, Cuthbert Obwangor.